# 白山通り
白山通り（はくさんどおり）は、都道301号白山祝田田町線のうち平川門交差点から千石駅前交差点、および国道17号の千石駅前交差点から西巣鴨交差点までの、東京都の公式愛称である。
全線が東京都市計画道路幹線街路放射9号線の一部であり、車線構成が概ね片側3車線～片側4車線という広幅員の道路である。国道17号線内（千石駅前交差点以北）は都内で震度6弱以上を観測する地震が発生した場合、発生直後は緊急自動車専用路、その後緊急交通路となる。

## 交差する主な道路・鉄道・河川
※下が起点方向、上が終点方向である。
| 交差する道路・鉄道・河川                                                                                          | 交差する道路・鉄道・河川                                                                                          | 交差点名等            | 所在地      |
| --- | --- | --------------------- | ----------- |
| 国道17号（中山道）板橋・さいたま・高崎方面                                                                        | |                       |             |
| 都道305号芝新宿王子線 （明治通り）                                                                                | 国道122号・都道305号芝新宿王子線 （明治通り）                                                                     | 西巣鴨                | 豊 島 区    |
| 都電荒川線 | 都電荒川線 | 新庚申塚停留場前      | 豊 島 区    |
| 旧中山道 | | とげぬき地蔵入口      | 豊 島 区    |
| JR山手線 | JR山手線 | 巣鴨駅※立体交差       | 豊 島 区    |
| 東京都道437号秋葉原雑司ヶ谷線（不忍通り）                                                                         | 東京都道437号秋葉原雑司ヶ谷線（不忍通り）                                                                         | 千石一丁目            | 文 京 区    |
| | 国道17号（旧白山通り）・都営三田線                                                                                | 千石駅前              | 文 京 区    |
| | 都道301号白山祝田田町線支線（旧白山通り） 都営三田線（白山駅・春日駅間）                                          | 白山下                | 文 京 区    |
| 東京メトロ南北線（後楽園駅・東大前駅間）                                                                          | 東京メトロ南北線（後楽園駅・東大前駅間）                                                                          | 西片※立体交差         | 文 京 区    |
| 国道254号（春日通り） 東京メトロ丸ノ内線（本郷三丁目駅・後楽園駅間） 都営地下鉄大江戸線（本郷三丁目駅・春日駅間） | 国道254号（春日通り） 東京メトロ丸ノ内線（本郷三丁目駅・後楽園駅間） 都営地下鉄大江戸線（本郷三丁目駅・春日駅間） | 春日町※鉄道は立体交差 | 文 京 区    |
| 都道434号牛込小石川線                                                                                             | | 壱岐坂下              | 文 京 区    |
| 都道405号外濠環状線（外堀通り）                                                                                   | 都道405号外濠環状線（外堀通り）                                                                                   | 水道橋                | 文 京 区    |
| 神田川 | 神田川 | 水道橋                | 文 京 区    |
| 神田川 | 神田川 | 水道橋                | 千 代 田 区 |
| JR中央緩行線 | JR中央緩行線 | 水道橋駅東口          |             |
| 都道302号新宿両国線（靖国通り） 都営地下鉄新宿線・東京メトロ半蔵門線（神保町駅）                                  | 都道302号新宿両国線（靖国通り） 都営地下鉄新宿線・東京メトロ半蔵門線（神保町駅）                                  | 神保町※鉄道は立体交差 |             |
| | 都道402号錦町有楽町線                                                                                             | 一ツ橋河岸            |             |
| 日本橋川（一ツ橋） 首都高速都心環状線（一ツ橋出入口で接続）                                                       | |                       |             |
| 都道401号麹町竹平線（内堀通り）                                                                                   | 都道301号白山祝田田町線（内堀通り）                                                                               | 平川門                |             |

## 沿線の主な施設

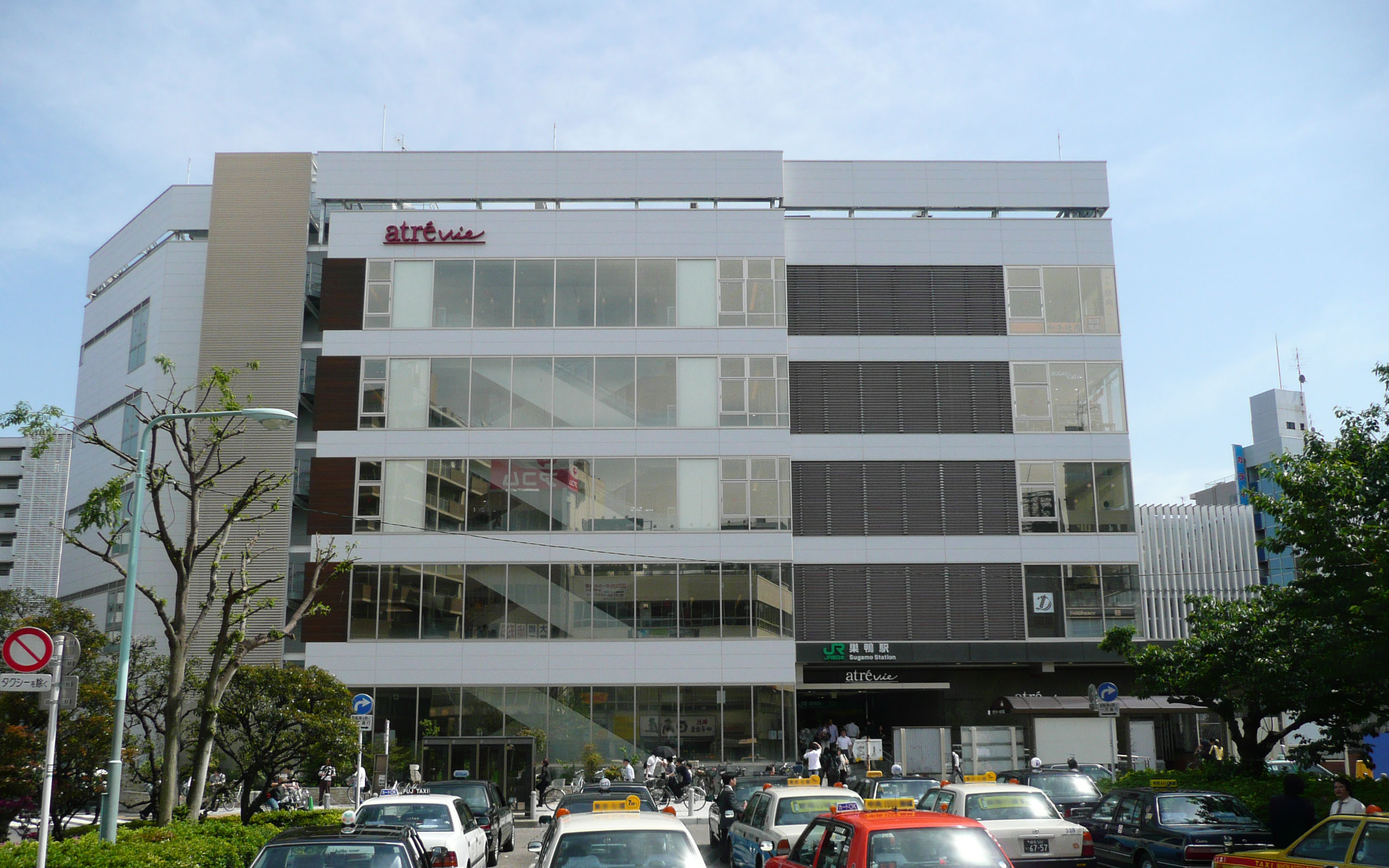
白山通り上にある巣鴨駅（2010年5月撮影）

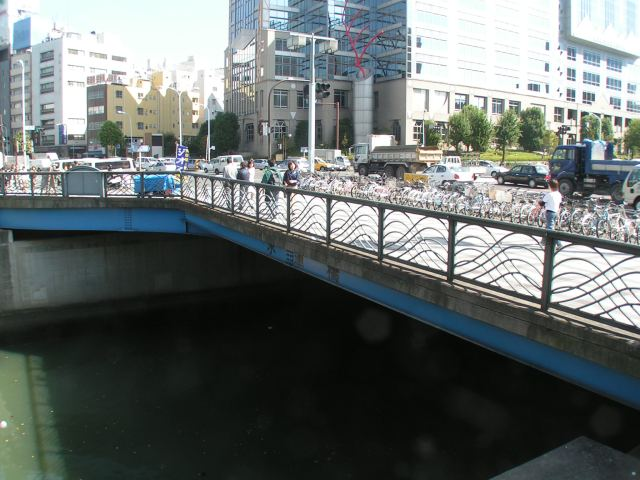
神田川にかかる水道橋

- 西巣鴨駅
- 新庚申塚停留場
- 中央卸売市場豊島市場
- 都営バス巣鴨営業所
- 巣鴨駅
- 千石駅
- 京華女子高等学校
- 東洋大学白山キャンパス
- 京華学園
- 京華中学高等学校
- 春日駅
- 文京区役所
- 東京ドームシティ
- 水道橋駅
- 都立工芸高等学校
- 東京歯科大学水道橋病院
- 東洋高等学校
- 東京歯科大学水道橋校舎新館
- 日本大学法学部・経済学部
- 丸沼書店
- 神保町駅
- 学士会館
- 共立女子大学神田一ツ橋キャンパス
- 国立情報学研究所
- 如水会館